# OpenTTD
OpenTTD är en öppen källkod-klon av Chris Sawyers datorspelsklassiker Transport Tycoon Deluxe skriven i C++ via en disassemblerad version av originalspelets binärkod. Eftersom OpenTTD använder SDL för att hantera grafik, ljud, mus och tangentbord kan det köras på i stort sett alla vanliga operativsystem, däribland Microsoft Windows, Mac OS, BeOS, GNU/Linux, FreeBSD, SkyOS, MorphOS och Maemo. OpenTTD kan dock inte köras i DOS trots att Transport Tycoon i originalutförande utvecklades just för DOS.
OpenTTD är byggt för att fungera som originalet, men inkluderar också ett antal förbättringar såsom kanaler för båtar, större möjlighet att utforma järnvägsstationer och större kartor. En av de större förbättringarna jämfört med originalspelet är möjligheten till nätverksspel. Dels över LAN och dels över Internet, båda med upp till 255 spelare i 15 företag.
Ett stort antal funktioner är lånade från TTDPatch, och liksom TTDPatch är spelet släppt under GPL. Till skillnad från TTDPatch är dock OpenTTD numera helt fristående tack vare att ny grafik och ljud har tagits fram för att ersätta originalgrafiken och -ljudet. De spelare som har tillgång till originalfilerna kan dock fortfarande använda dem i OpenTTD. Det finns även möjlighet att ladda ner ytterligare grafik, som nya tåg och andra fordon samt vägar och andra industrityper från en onlinetjänst i spelet.
På grund av projektets natur, i synnerhet med tanke på disassemblering av officiellt släppa binärfiler, är den juridiska situationen runt spelet högst osäker. Vissa hävdar ”skälig användning” vilket ändå i vissa sammanhang kan betraktas som olagligt trots att ingen originalkod har kopierats. Originalspelet publicerades av Microprose men har senare haft flera ägare, framförallt Hasbro och Infogrames (som bytt namn till Atari). Atari verkar inte ha visat något intresse att hävda brott mot copyrightlagarna eller att ta reda på huruvida de faktiskt äger rättigheterna till Transport Tycoon.

## Galleri

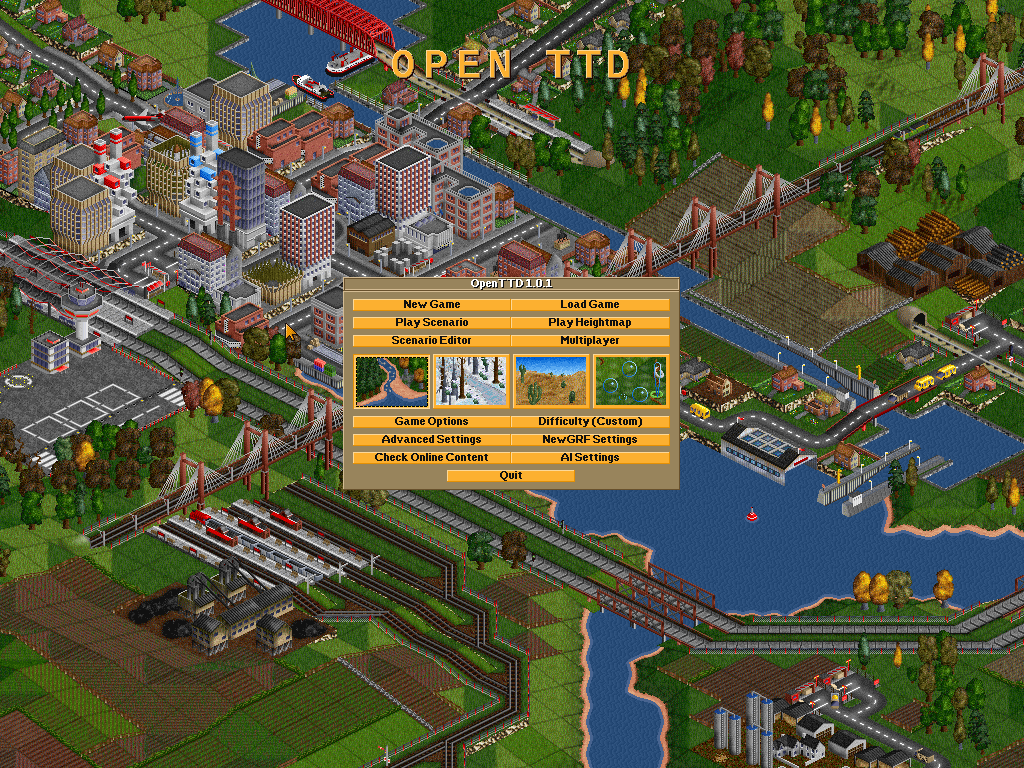
Startskärmen i version 1.0.1.